# Opinel

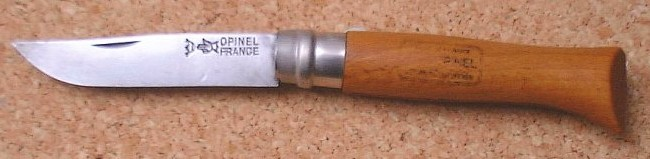
Opinel número 10.

El cuchillo Opinel o simplemente Opinel es un cuchillo de bolsillo, de madera, con un símbolo de una mano coronada, dentro de la gama de cuchillos de bajo coste. Se fabrica desde 1890 en el municipio de Albiez-le-Vieux junto a Saint-Jean-de-Maurienne en Saboya después en Cognin en las afueras de Chambéry desde 1920. Finalmente, desde 1973, la actividad se ha trasladado a una nueva fábrica de Chambéry. El final de la actividad de la fábrica de Cognin estaba previsto para diciembre de 2007.

## Historia
El cuchillo Opinel fue inventado por Joseph Opinel hacia 1890, cuando tenía 18 años. El joven fabricó el cuchillo para sus amigos, pero pasó rápidamente el círculo de la familia y después de 120 años, se han vendido 180 millones de hojas en 71 países diferentes. El creador de la empresa se dedicaba a hacer herramientas grandes para la agricultura; paralelamente hizo algunos cuchillos y uno de los modelos lo alentó a lanzarse a la fabricación industrial del cuchillo. La marca Opinel se registró en 1909 y el típico cierre de seguridad data de 1955. A comienzos de la Segunda Guerra Mundial se habían vendido 20 millones de unidades y en 2009 esta cifra ya llegaba a 260 millones de unidades.
Desde 1973 la empresa se sitúa en Chambéry, en la Saboya con una fábrica en Cognin. En Saint-Jean-de-Maurienne hay un museo sobre el cuchillo. En 2015 facturó 20,8 millones de euros y cuenta con 90 trabajadores que producen alrededor de 3 millones de unidades al año. La fábrica todavía la dirigen miembros de la familia Opinel, con Maurice Opinel (nieto del fundador), que es el presidente, y Denis Opinel, director general desde 1998.

## Materiales
Las navajas de la gama clásica se componen de un mango de madera de haya y una hoja de acero al carbono. Este tipo de acero proporciona una magnífica capacidad de corte. Como toda herramienta de corte, ha de ser afilada con regularidad para restaurar sus prestaciones de corte. Otra acción que debe de realizarse cada cierto tiempo es vigilar el estado de la hoja porque, en condiciones de humedad, se oxida rápidamente. Durante los primeros años de la marca, el mango era de madera de cerezo. Con el paso de los años se han hecho variantes del modelo original, con el uso de maderas nobles o exóticas, como el roble, el nogal, el olivo, el rosal, o también el cuerno de buey... En lo que respecta a las hojas, también hay modelos de acero inoxidable, que tienen la ventaja de que no se oxida pero es un acero con inferiores capacidades de corte que el acero al carbono.

## Montaje

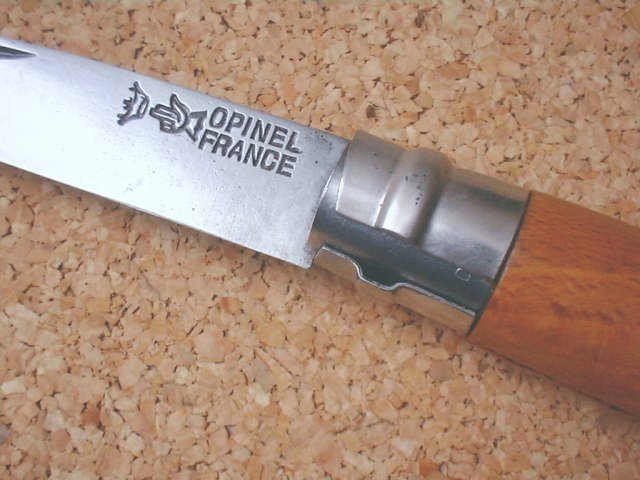
El cierre de seguridad se gira para inmovilizar la hoja.

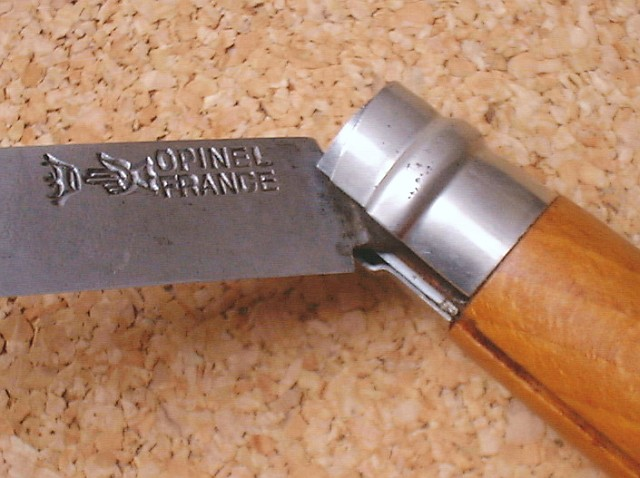
El mismo cuchillo con la anilla girada para cerrar la hoja.

El montaje del cuchillo es muy simple. Se forma mediante el ensamblaje de cinco o seis piezas: la hoja, el mango, una lámina de metal y el ribete, sobre del cual la hoja pivota, excepto para los modelos más pequeños. El cierre de seguridad sirve para evitar el movimiento de la hoja y un pequeño elemento para amortiguar los golpes y evitar que la hoja pierda corte. En 1955 fue cuando se introdujo el cierre de seguridad y en 2000 se modificó para que evitar que se abriera accidentalmente (entre otros fines, para protección infantil). Además también para evitar daños en los niños, hay un cuchillo sin punta, es decir, con la punta redonda.
La elegante curva de la hoja es un diseño conocido con el nombre de yatagán, forma usada tradicionalmente en las navajas españolas o en los cuchillos Bofill de Vich, mientras que la redondez de la base del mango en el extremo de la hoja tiene el diseño que imita una cola de pez.
Algunos modelos se crean más por razones de diseño y novedad que no para ser prácticos, incluso hay una versión gigante con una hoja de 22 cm, que hace que mida 50 cm una vez abierto. Las formas de la hoja y del mango no tradicionales se han ido añadiendo a la gama, con modelos que no son propiamente Opinel, como los cuchillos de cocina o de mesa, a pesar de que llevan la misma marca.

## Logo

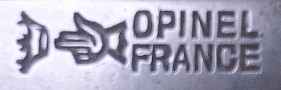
Logo Opinel.

La mano coronada ya estaba presente en los primeros modelos, ya que todo maestro cuchillero francés tenía que tener un emblema de fabricación desde los tiempos de Carlos IX de Francia  para mostrar el origen y la calidad (Saboya había pasado a formar parte de Francia en 1862). Más tarde se añadieron las palabras OPINEL y FRANCE, además de INOX en las hojas hechas con acero inoxidable.
En los inicios existían tres logos de Opinel, además del de la mano y la corona, había uno con la cruz de Saboya y otro con la cruz y la palma. Este último se dejó de estampar en 1967. Los tres dedos sobre la lámina representan las reliquias de San Juan Bautista que Santa Tecla de Iconio se llevó de Alejandría (Egipto) el siglo VI. También forman parte del escudo de armas de la ciudad de Saint-Jean-de-Maurienne.

## Modelos
La construcción es simple, casi no ha cambiado desde los inicios y, aparte de la variedad de medidas, existen cuchillos Opinel de distintos materiales y colores. Solo ha cambiado con la inclusión de una hoja de acero inoxidable en algunos modelos y el cierre de seguridad que permite bloquear la hoja. Los cuchillos Opinel son ligeros para llevar en el bolsillo y se tratan bien, sobre todo los que tienen la hoja en acero de carbono, puede durar mucho tiempo. La hoja y el mango del cuchillo cogen con el tiempo una pátina que los hace más atractivos.

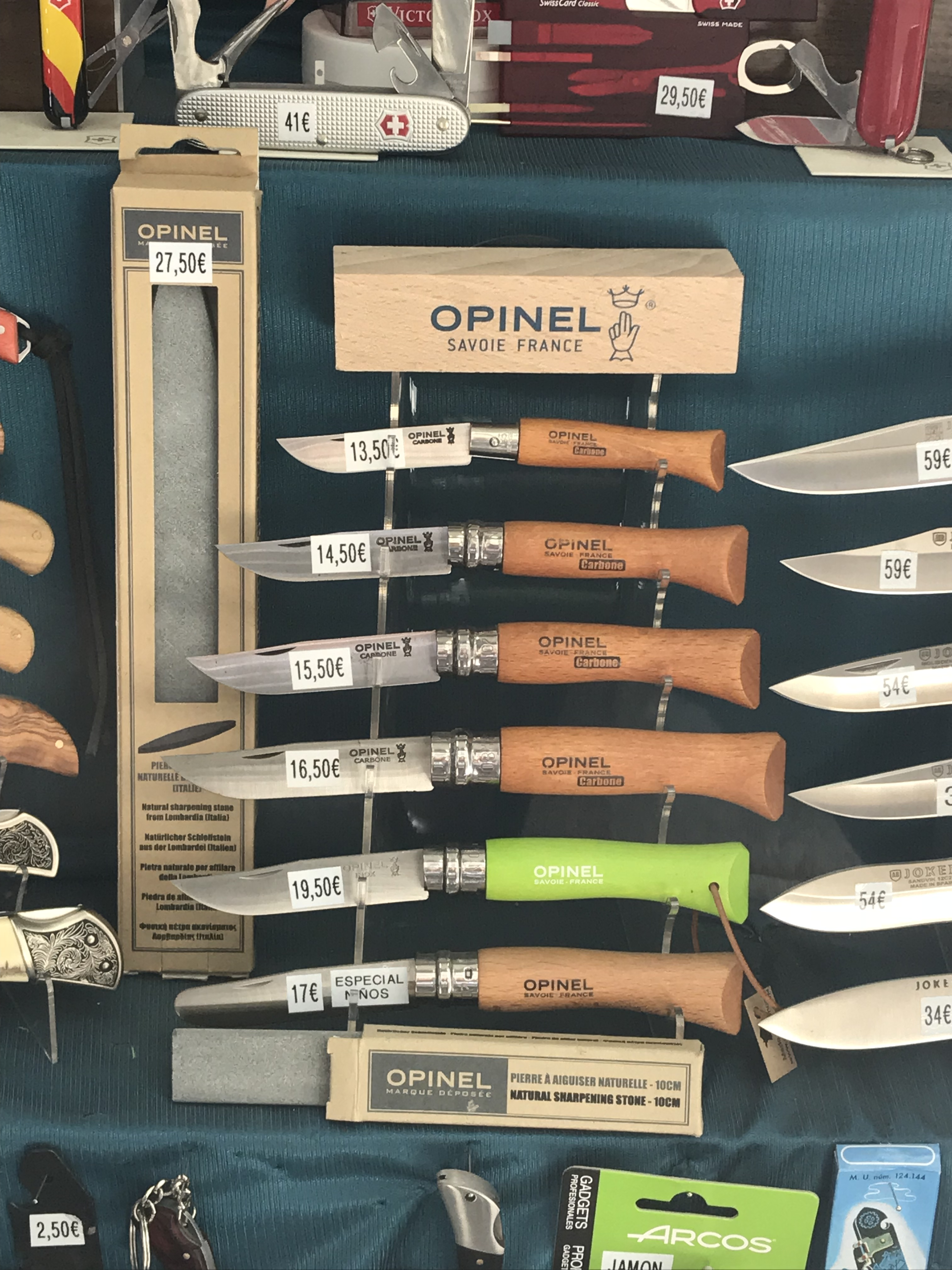
Diferentes tamaños del modelo con hoja de acero al carbono.

Los Opinel tienen 10 medidas diferentes numeradas del 2 al 12, desde 3,5 cm a 12 cm. Los números 1 y 11 se dejaron de fabricar en 1932 y 1935 respectivamente. El número 8, con una hoja de 8,5 cm, es el más común para el uso práctico habitual, si bien los modelos más grandes se suelen usar en la cocina, como el cuchillo para champiñones (couteau à champignon) con un cepillo de pelo de jabalí integrado para su limpieza. En 2014, Opinel lanzó nuevas variedades de cuchillos para la cocina.
| - Número 2: Hoja 3,5 cm - Número 3: Hoja 4 cm - Número 4: Hoja 5 cm - Número 5: Hoja 6 cm | - Número 6: Hoja 7 cm - Número 7: Hoja 8 cm - Número 8: Hoja 8,5 cm - Número 9: Hoja 9 cm | - Número 10: Hoja 10 cm - Número 12: Hoja 12 cm - Número 13: Hoja 22 cm |

## En la cultura
Al existir desde 1890, se le puede considerar una marca clásica en el diseño de cuchillos plegables. El cuchillo Opinel es un elemento de la cultura francesa desde hace tiempo. Se suele usar para cortar verduras y setas, también la carne o incluso para bricolaje en pequeñas reparaciones caseras. Pablo Picasso lo usaba para esculpir, Alain Colas escapó de la muerte cuando cortó con él una cuerda que le aprisionaba la pierna, Éric Tabarly solo juraba por su Opinel y lo llevaba en su Pen Duick. La Opinel también se usa mucho entre los Boy Scouts y en las colonias de verano.